# Víra, naděje, láska
Víra, naděje, láska, finsky Usko toivo rakkaus a švédsky Tro Hopp Kärlek, je ocelová a žulová abstraktní plastika na náměstí Erottaja u Švédského divadla (Svenska Teatern). Nachází se ve čtvrti Kaartinkaupunki v okrese Ullanlinna v Jižním hlavním obvodu města Helsinky v jižním Finsku.

## Další informace
Víra, naděje, láska je abstraktním asymetrickým dílem švédské sochařky Evy Lange (*1935 ), které bylo odhalené v září 2019. Skládá se ze čtyř socha a centrálním motivem plastiky je prstenec a koule. sochy jsou umístěny tak, že při pozorovaní z různých míst mezi nimi vznikají zajímavé pohledy. Dílo patří do sbírek Uměleckého muzea Helsinky HAM (Helsingin taidemuseo HAM).